# TVR Typhon
La TVR Typhon est une voiture de sport produite par le constructeur automobile britannique TVR dans son usine de Blackpool entre 2000 et 2006. Il s'agit de la TVR de production la plus rapide jamais construite, la précédente TVR Cerbera Speed 12 n'étant jamais rentrée en production. Seulement trois exemplaires de ce modèle furent construits. 
À la fin des années 1990, Peter Wheeler lança le projet lui permettant de réaliser son rêve, voir des TVR courir aux 24 heures du Mans. Pour cela une voiture entièrement nouvelle était nécessaire. Elle devrait être construite en utilisant des composants modernes, être plus rigide que n'importe quel TVR précédente, pouvoir rouler à plus de 322 km/h sur la ligne droite des Hunaudières, être stable et surtout, gagner la course.

## Conception et développement
Il existe une confusion sur la dénomination de ce projet. Alors que celui-ci était ciblé et singulier, sa dénomination était typique pour TVR. La voiture comportait un châssis tubulaire en acier avec une cage de sécurité complète formant l'épine dorsale d'une monocoque en fibre de carbone. Bien que la voiture soit plus grande que n'importe quel modèle TVR routier précédent, elle devait être plus légère, plus rigide et beaucoup plus résistante. De nouvelles épures de suspension furent développées et une conception assistée par ordinateur professionnelle et des tests aérodynamiques assuraient un design stable à 320 km/h. 
La voiture commença son développement sous le nom de TuscanR (TVR T400R) à la suite des TVR de course du TVR Tuscan Challenge qu'elle devait remplacer. Il s'agissait d'une voiture de course/route à deux places. Un prototype de route construit en 2001 puis démonté et détruit, fut peint en deux couleurs de livrée différentes, violet puis argent. Les feux arrière de cette voiture différaient de celles qui suivirent, les premières TVR T400R recevant ce premier type de feux. 
Entre 2000 et 2004, TVR construisit un total de 7 voitures de course et 6 ou 7 voitures de route. Parmi ces dernières, le prototype 2001 (mis au rebut) avait une carrosserie de TuscanR mais à partir de 2002 les autres voitures recevaient celle de la T400R. Les voitures de route n'avaient pas d'intérieur standard, celui-ci étant fabriqué selon les demandes des clients. 
Peu de temps après que TVR ait construit les deux prototypes routiers servant de voitures d'homologation, le nom du projet fut changé. À l'origine les deux prototypes étaient désignés TuscanR, les règles de la FIA pour le Mans stipulaient qu'il devait y avoir deux modèles. En 2002 la voiture Rouge à moteur 4.0 L fut donc rebaptisée "T400R" et la voiture Fleetwood Brown "T440R", cette dernière embarquant un six cylindres en ligne de 4,2 L. Les tarifs des modèles étaient respectivement de 71 995 £ et 74 995 £. Les versions routières étaient proposées en version deux places avec réservoir course longue distance (70 litres) ou en version 2+2 avec un réservoir de taille standard (51 litres). 
Lorsque TVR livra la première (et la seule) voiture client T400R, elle annonça que toutes les voitures seraient des 2+2 avec le réservoir de carburant course longue distance. Le design de la ocoque fut également modifié afin d'offrir une meilleure protection contre les chocs latéraux. 
À la même période TVR annonça la naissance de la Typhon (renommé fin 2003 T550R). La Typhon était basée sur une T440 4.0 litres suralimenté par compresseur avec des freins plus gros et en option une boîte de vitesses séquentielle à la place de la version manuelles standard 5 rapports. Elle embarquait également une injection «séquentielle», à la place de l'injection traditionnelles des 6 cylindres de la marque. La dénomination T400R fut abandonné car le nouveau modèle Typhon réunissait les deux modèles requis par la FIA. La T400R Rouge fut brièvement aperçu rebadgée T440R avant d'être repeinte dans les couleurs De Walt et utilisée comme véhicule promotionnel au Mans. Cette voiture qui appartient désormais à Richard Stanton fut de nouveau rebadgée TVR101. 
Avant que les clients de la Typhon puissent être livrés, Peter Wheeler vendit la firme TVR. Le développement général des deux voitures de course, la T440 et la Typhon furent alors interrompus. Sans voiture de course utilisable, le nom T440R fut également abandonné à ce moment, ne laissant que le nom Typhon pour les voitures de route NA et FI. 
Une seule véritable Typhon orange fut fabriquée. Équipée du compresseur TVR Vortech et de la boite de vitesses séquentielle conçue et construite en interne, elle fut conservée par l'usine comme mulet de développement pour le projet. Lors des tests effectués en 2004, le moteur produisait plus de 600 ch. 
Au cours de l'année 2005, TVR déclara que la chaleur excessive du compresseur était une cause des retards de livraison. La fermeture du département des composites à la même époque suggère qu'il s'agissait certainement d'une fausse information afin de masquer l'aggravation des difficultés financières de l'entreprise. Il était de plus en plus évident qu'aucune autre voiture ne serait construite par l'usine et qu'aucun budget n'était disponible pour achever le projet de développement du compresseur. 
Les deux T400R/Typhons couleur Reflex Charcoal étaient équipées de moteurs Tuscan S 4.0 S6 sans compresseur. La première voiture (PL03 BXY) fut vendue directement à un client et l'autre (PN06 EHT) utilisée par le nouveau propriétaire de TVR Nikolai Smolensky jusqu'à ce qu'elle soit également revendue à un client. Bien que ces deux voitures aient été immatriculées pour une utilisation routière, la première en 2006 et la seconde en 2004, elles ont toutes été construites à peu près au même moment en 2003/04. 
Initialement vendue au prix de 84 995 £, en 2005 à la fin de la production le prix de la Typhon était passé à 134 995 £, les voitures ayant coûté beaucoup plus cher en main-d'œuvre et en développement que ce qui avait été initialement prévu. Alors que la marque se trouvait en grandes difficultés financières, TVR proposait deux options "Ultimate'', la boîte de vitesses haute performance pour piste à 33995 £ et le différentiel pour une utilisation sur piste à 14995 £. 

La production s'arrêta pour l'essentiel après l'année 2004. 

Galerie Typhon
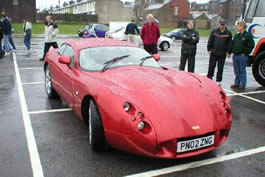
Premier prototype. Initialement badgé TuscanR, puis T400R et enfin T440R. Généralement désignée T400R ou De Walt.
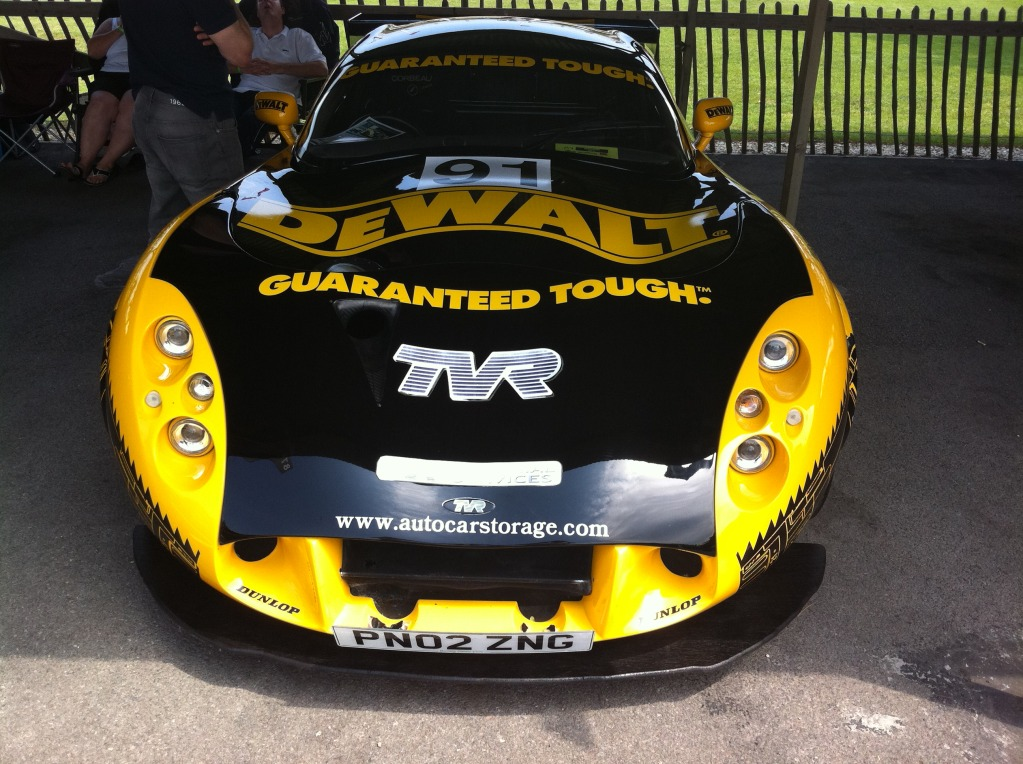
Prototype T400R aux couleurs De Walt. Utilisé par TVR pour promouvoir la course en série Le Mans.
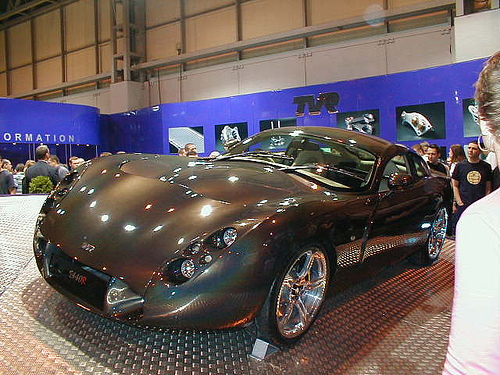
Prototype T440R. Comme PN02, a également été vu avec les badges TuscanR et T400R en 2001.
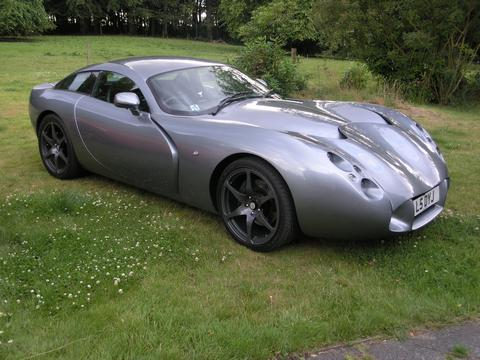
Version route T440R. Souvent appelée «LNT1» car il s'agissait à l'origine de la voiture de Lawrence Tomlinson.
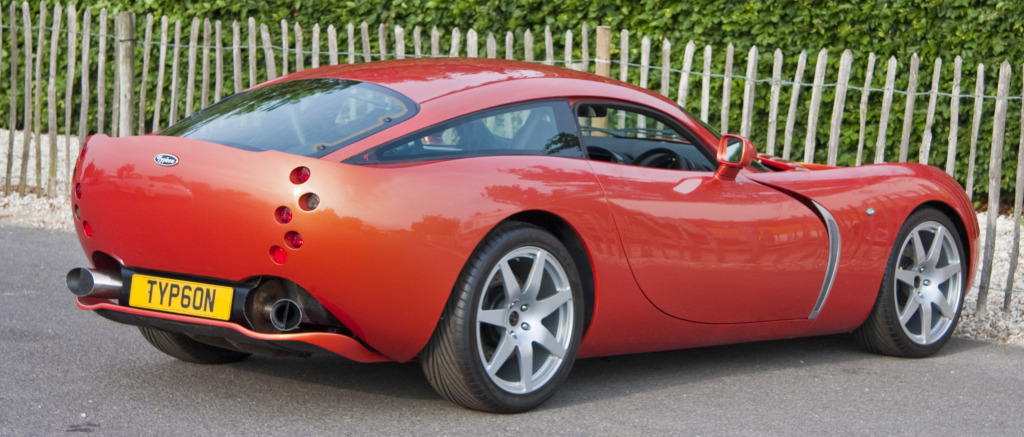
TVR Typhon (AF04BYZ) avec compresseur et boîte de vitesses séquentielle. Jamais livrée mais conservée par l'usine jusqu'à sa fermeture. Propriété privée depuis 2010.
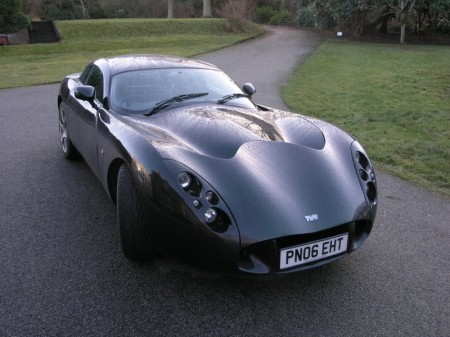
TVR T440R (PL03EHT) Voiture couleur Reflex Charcoal présentée sur tous les salons automobiles. Détenue à l'origine par Peter Wheeler (TVR), propriétaire de TVR.
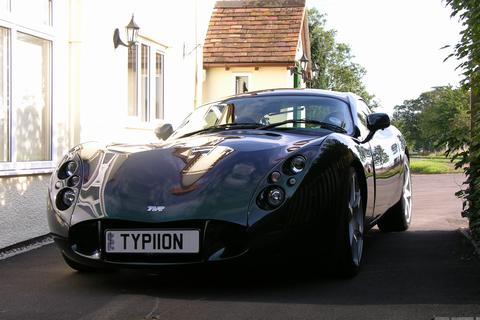
TVR T440R (TYP110N) Techniquement la seule "Typhon" jamais livrée directement à un client privé.

## Chronologie
- 2000 : Prototype TuscanR au NEC (Y276XBV)
- 2002 : TuscanR construites pour homologation (PN02ZNG et PL03BXY)
- --------  Noms changés en T400R et T440R pour répondre aux règlements de la FIA du Mans
- 2003 : Typhon lancé au MPH Show
- --------  Dénomination T400R abandonnée
- --------  T440R YC53GBW enregistrée et livrée
- 2004 : Typhon AF04BYZ enregistrée
- 2005 : Société TVR vendu, programme de course arrêté
- --------  Dénomination T440R abandonnée
- 2006 : T440R rebadgées Typhon PL03EHT (successivement PN06 EHT et T14 HON) et PN06EHX enregistrées et livrées
- 2011 : Typhon AF04BYZ remise en route